# Théâtre jésuite

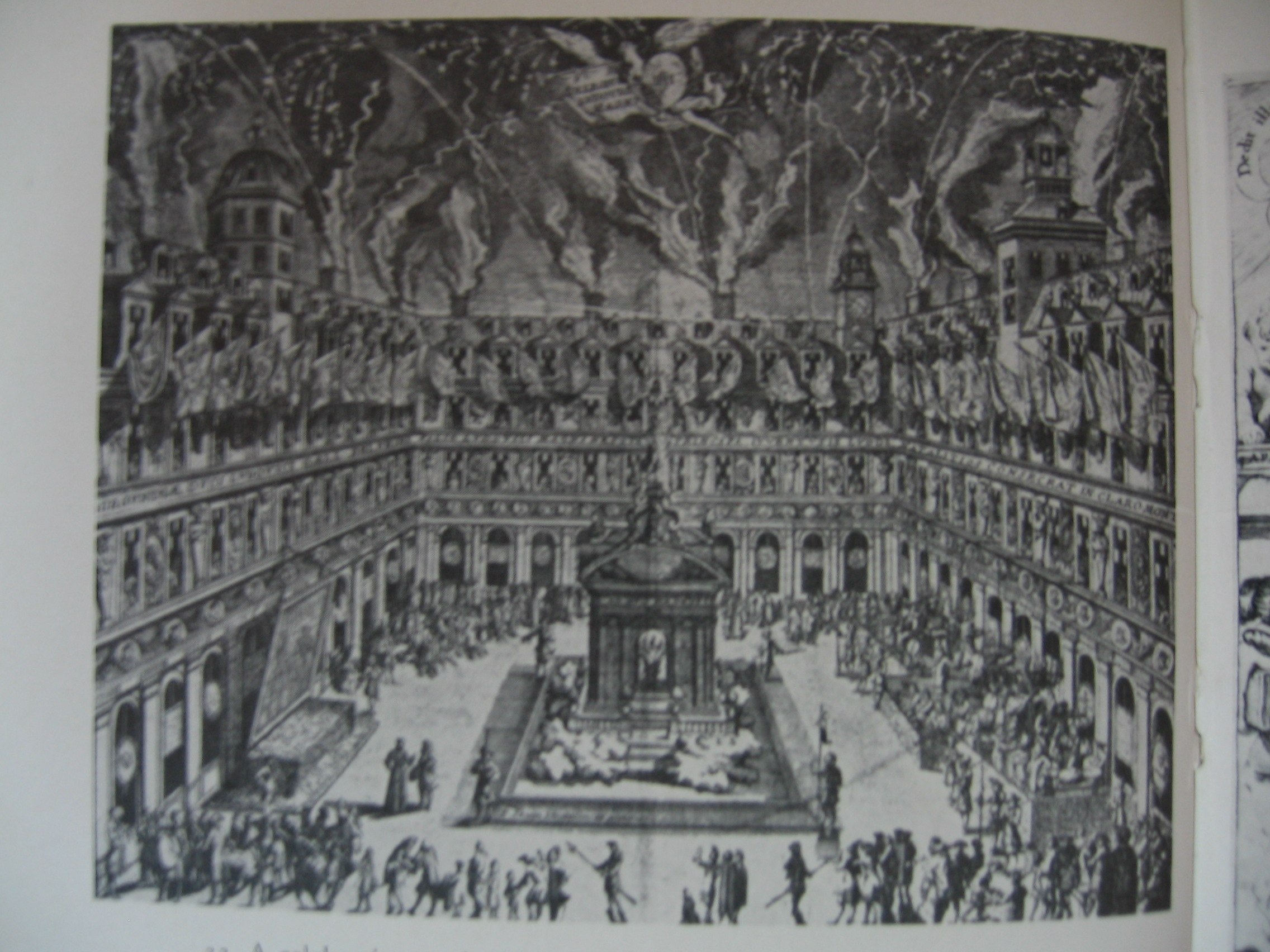
Représentation théâtrale au collège de Clermont, à l'occasion de l'anniversaire du roi Louis XIII

On appelle Théâtre jésuite un genre dramatique pratiqué dans les collèges de la Compagnie de Jésus du milieu du XVIe au XVIIIe siècle, comme méthode pédagogique en vue de former les élèves à la ‘rhétorique’ (l’art de la parole) tout en les catéchisant et les instruisant de la doctrine catholique. Puisant son inspiration dans des récits bibliques ou hagiographiques - ou même de la sagesse antique païenne - il introduisait à la vie des valeurs chrétiennes et avait souvent un rôle moralisateur fort marqué. 
Emportées par leur succès les représentations théâtrales annuelles des collèges ont gagné en ampleur au XVIIIe siècle et sont devenues de véritables ‘événements sociaux’ rassemblant l’élite des villes où les collèges se trouvaient. La tradition théâtrale des collèges jésuites fut interrompue par la suppression de la Compagnie de Jésus (1773). Elle reprit après 1814, à une échelle plus modeste, au fur et à mesure que les collèges rouvrirent leurs portes. 

## Histoire

### XVIesiècle
Dès la fondation des premiers collèges jésuites des séances publiques organisées pour les parents et bienfaiteurs permettent aux élèves de se produire sur scène et faire montre de leurs talents et de l’expérience acquise dans l’art de la parole au cours de leurs études. La première représentation dont on ait trace est celle organisée en 1551 par le collège de Messine (Sicile), fondé trois ans auparavant (1548).  Ces premières représentations  sont au départ des ‘déclamations’.  
Le théâtre n’est pas qu’un divertissement, il est surtout assimilation pédagogique de compétences et valeurs. À peine fondé (1556) le collège de Billom, premier en France, a sa représentation théâtrale. Le recteur commente dans une lettre (en 1557) : « on ne joue pas des spectacles de ce genre sans émouvoir les âmes et sans un fruit spirituel plus qu’égal à celui d’un sermon fructueux »
À la fin du XVIe et au début du XVIIe siècle, la quasi-totalité des collèges jésuites répartis à travers l'Europe présentent au moins une pièce par an, généralement lors de la distribution des prix de fin d’année scolaire. Le 'Ratio Studiorum' de 1599, qui codifie le système éducatif jésuite, donne une place importante au théâtre, le rendant même obligatoire, précisément parcequ’éducatif. 
Mais le cadre du 'Ratio Studiorum' est vite dépassé. Étant donné leur succès populaire les représentations scolaires annuelles sont bientôt imposées par le contrat qui lie pouvoirs publics et jésuites, lors de la fondation d’un collège. Des ‘prologues’ et des ‘conclusions’ en français sont préparés et imprimés pour le public. Les décors, scènes et costumes sont de plus en plus recherchés. Des sujets profanes sont mis en scène.
En Bavière on atteint l’extravagance dès 1574. Les ducs de Bavière encouragent et financent généreusement les représentations théâtrales du collège jésuite. On joue ‘Constantin’ une tragédie, sur une place publique de Munich. La représentation dure deux jours. Mille acteurs sont mis à contribution. Toute la ville est décorée pour l’occasion. La foule est considérable, y compris sur les balcons et les toits des maisons avoisinantes. On remet cela pour la représentation d’Esther en 1577, et mieux encore lors du ’Triomphe de saint Michel’, joué en 1597, lors de la  dédicace de l’église Saint-Michel offerte par le duc aux jésuites. Procession et défilé religieux à travers la ville, 900 choristes, et à la fin de la représentation pas moins de 300 diables chassés par saint Michel vers les flammes de l’enfer.

### XVIIesiècle
Une certaine sécularisation des thèmes choisis se développant, même si toujours à fin morale notable, les supérieurs religieux imposent à partir de 1604 que les représentations se fassent, non plus dans les églises mais à l’extérieur, ou dans une salle de cérémonies (l’aula’, que l’on appelle ‘salle des actions’). Jusqu'au milieu du XVIIIe siècle, dans beaucoup de villes, la seule salle de spectacles est l’aula du collège des Jésuites.  
En 1614, à l’occasion de l’anniversaire du roi Louis XIII les élèves du collège de La Flèche mettent en scène leur pièce de manière très élaborée, et la jouent en présence du roi et de sa cour. Des instructions invitant à la modération commencent à arriver un peu partout, sur injonction du supérieur général Muzio Vitelleschi (1630).  
Vers le milieu du XVIIe siècle plusieurs centaines de pièces sont ainsi jouées chaque année, dans les différents collèges d’Europe. On admet deux œuvres par an: l’une, plus importante, lors de la distribution des prix, et l’autre, moins solennelle et ne durant que deux à trois heures. 
Une évolution notable se fait durant la seconde moitié du XVIIe siècle. Malgré les mises en garde répétées des autorités religieuses on constate un emploi de plus en plus fréquent du français, l’expansion des ballets chorégraphiques, l’introduction de rôles féminins (même si joués par de jeunes garçons). Et bientôt les premières comédies font leur apparition. Le ‘Marché des sciences’, une comédie, est représentée au collège de Chalon-sur-Saône en 1667. Le recteur se justifie : «par l’ennuy de voir toujours le sang que la tragédie fait couler sur nos théâtres»
En 1692, le père de Jouvancy écrit un guide à l’intention des jeunes jésuites destinés à enseigner dans les collèges: le ‘Ratio discendi et docendi’. Le théâtre y a toute sa place, et son intention pédagogique reste telle qu’à l’origine : «Une pièce sérieuse dans laquelle les mœurs sont bien réglées… produit un effet incroyable parmi les spectateurs et souvent même compte plus pour les conduire à la religion que les sermons des plus grands prédicateurs. À cet égard que l’on introduise que rarement des rôles féminins.»

### XVIIIesiècle

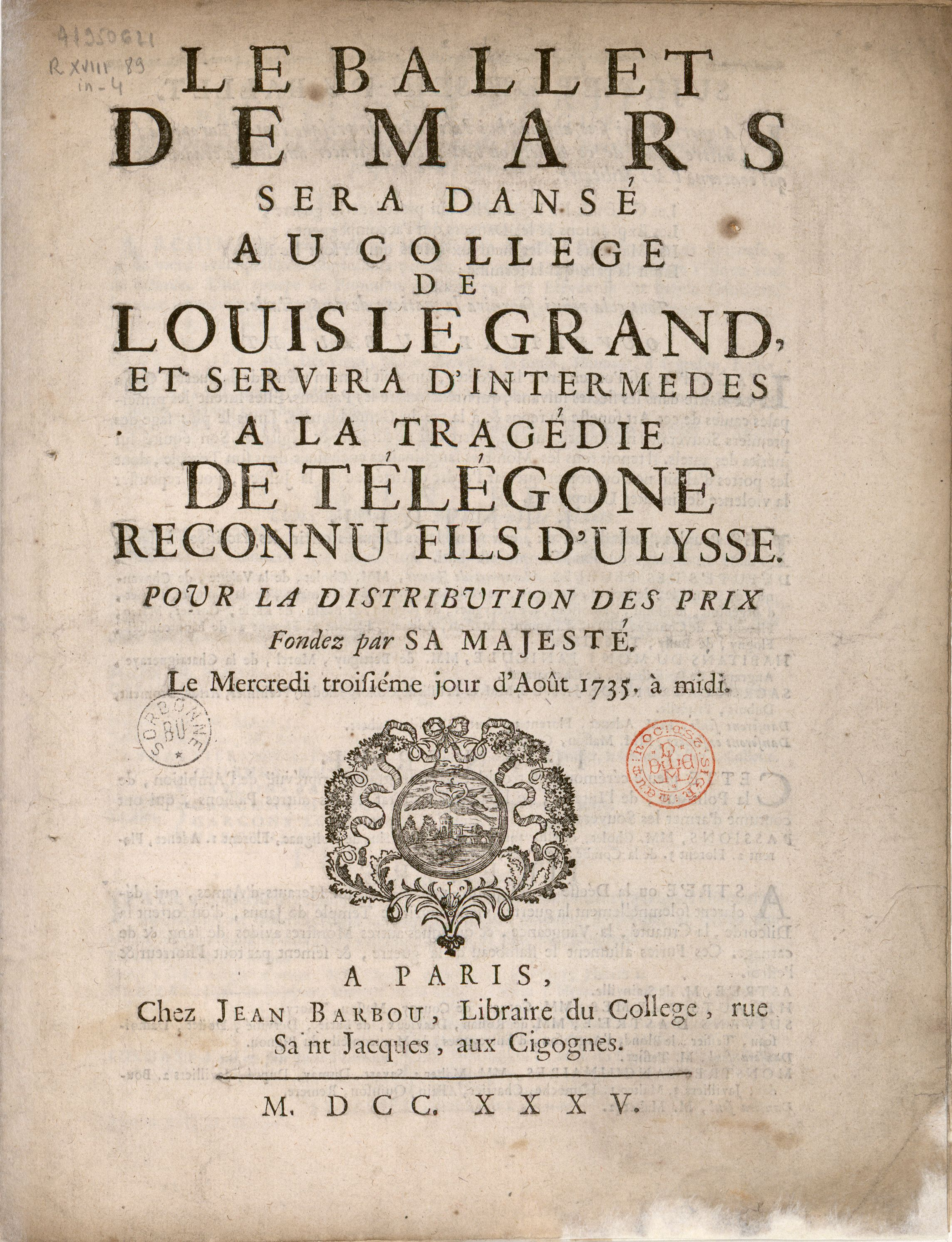
Gilles-Anne-Xavier de La Sante, Le ballet de Mars sera dansé au college de Louis le Grand, et servira d'intermede a la tragedie de Télégone reconnu fils d'Ulysse. Pour la distribution des prix fondez par Sa Majesté. Le mercredi troisiéme jour d'aoust 1735. à midi, Bibliothèque de la Sorbonne, NuBIS, cote RXVIII 4= 89.

La nouvelle édition du 'Ratio Studiorum' (en 1703) tient compte des observations faites par la 14e Congrégation générale de 1696, et met en garde contre les dépenses excessives occasionnées par les mises en scène et jeux scéniques des représentations théâtrales.  La multiplication des comédies préoccupe également. Elles ne sont pas interdites mais doivent rester l’exception. Les tragi-comédies sont interdites. 
Cela n’empêche pas le théâtre de prendre une importance de plus en plus grande dans la vie scolaire des collèges jésuites. Les spectacles deviennent fastueux. En sus des deux représentations autorisées, d’autres, de genre mineur, sont organisés durant l’année. À la demande des autorités civiles ou de bienfaiteurs importants, il n’est pas rare qu’une deuxième ou troisième représentation de la pièce soit organisée, en particulier pour le public féminin. On commence à s’inquiéter sur la distraction que cela occasionne aux études, mais on rappelle que cela aide les élèves « à parler de bonne grâce, à soutenir les yeux des spectateurs ».
Ce qui est neuf : on tient davantage compte des intérêts du public. Les pièces sont majoritairement en langue française. Et si les sujets restent bibliques, on y rencontre plus fréquemment les idées sociopolitiques du temps. Les allusions à la vie contemporaine, aux courants de pensée, et aux débats politico-religieux du temps deviennent fréquentes. Le jansénisme et ses maitres contemporains sont volontiers la cible de comédies à l’humour acerbe, à la grande indignation des rédacteurs de la revue ‘Nouvelles ecclésiastiques’. Le père Bougeant est le virtuose dans ce domaine là : son ‘La femme docteur’ (1731), une satire antijanséniste, a un grand succès. Le père du Cerceau suit son exemple.
Le bannissement des Jésuites de France en 1762, suivi 11 ans plus tard de la suppression universelle de l’ordre religieux (1773) met une fin brutale à cette tradition théâtrale baroque.

## Contenu
Les compositions théâtrales de la seconde moitié du XVIe sont inspirées de la Bible ou de la vie des saints. Plus rarement de l’histoire de l’Église ou de thèmes allégoriques ('Vice contre Vertu', 'Hérésie contre Foi'). Les auteurs en sont les professeurs jésuites qui en préparent le texte durant l’année scolaire. Le texte est en latin, une langue où on sent l’influence de Sénèque, dont la philosophe et les sentences sont proches du Christianisme. Elles étaient jouées dans les églises attenantes au collège.  Tous les rôles sont masculins. Ainsi des œuvres telles que ‘Le meurtre d’Abel, Saül furieux, Les Macchabées, L’enfant prodigue, Lazare et le mauvais riche.
Une pièce qui fut écrite en français sort du lot. L’Histoire tragique de la pucelle de Domrémy, composée  par le père Fronton du Duc est jouée au collège de Pont-à-Mousson en 1581 avec un succès qui dépasse largement les murs du collège. 
D’impressionnantes ‘machineries’ permettaient des effets de scènes saisissant comme des communications entre Ciel et Terre. L’atmosphère guerrière de pièces jouées au début du XVIIe siècle avec bruits d’armes, larges étendards et coups de feu est adoucie par l’introduction d’intermèdes - chœurs, récits et danses - entre les scènes. À partir de 1650 aucune tragédie n'est jouée sans la présence d’un ballet qui la reprenne sous un mode différent. Les ballets deviennent populaires, au point que le père Ménestrier écrit un traité complet sur leur place dans le théâtre (en 1682). 
La nouveauté du XVIIIe siècle est la mise en place de comédies, un genre théâtral à la mode, et cela malgré les fréquentes mises en garde des supérieurs religieux. Le théâtre semble s’éloigner des objectifs pédagogiques du 'Ratio Studiorum'. Il reste éminemment important de former les élèves à devenir ‘gentilshommes’ (sachant donc « parler de bonne grâce »). Mais l’aspect de formation et instruction chrétienne proprement dites semblent être devenus secondaires.

## Auteurs
La grande majorité des auteurs - quasi tous professeurs jésuites, et aucun dramaturge professionnel parmi eux - sont restés anonymes et leurs œuvres n’ont pas survécu au temps, étant trop liées à un collège, ou marquées par une époque ou idéologie, ou simplement liée au groupe d’élèves pour lesquels elle était écrite. 
Certains sortent de l’anonymat cependant, sans doute parce qu’ils innovent, au XVIIe siècle  en cherchant leur inspiration dans l’histoire profane des temps classique, grecque ou romaine : ainsi Musson (1561-1637), Nicolas Caussin (1583-1651) Denis Pétau (1583-1653), Louis Cellot (1588-1657). Ces représentations se faisaient alors dans les salles de fête, et non plus les églises.
Les auteurs du XVIIIe siècle sont mieux connus: Charles de La Rue (1643-1725), Gabriel François Le Jay (1657-1734) auteur d’une comédie populaire : ‘Démoche ou le philosophe roi’, le maitre de Voltaire, Charles Porée (1676-1741) qui met en scène une série de comédies en latin, Pierre Brumoy (1688-1742). De Colonia (1660-1741).  Les comédies du père du Cerceau, sans doute le plus populaire des auteurs dramatiques jésuites, sont imprimées et rééditées plusieurs fois jusqu’en 1828. En Allemagne Jacob Bidermann, directeur du théâtre du collège de Munich, est un auteur à succès (entre autres son Cenodoxus). Le brillant écrivain Jacob Masen compose également plusieurs drames. 
Des traités sur le théâtre voient le jour. Cinq pièces de Bidermann sont publiées ensemble en 1666 sous le titre Ludi theatrales sacri. Une anthologie de pièces, par le père Le Jay, la ‘Bibliotheca rhetorum...’ (1725). Il y développe également les ‘préceptes et exemples’ de la tragédie et comédie. En 1733, le ‘Discours des spectacles’ (1733) de Charles Porée fait date. 

## Source
- François de Dainville: L'éducation des Jésuites (XVIe – XVIIIe siècles), Paris, Ed. de Minuit, 1978, 570pp.